# ماریا-لورا آقا
ماریا-لورا آقا (انگلیسی: Maria-Laura Aga؛ زادهٔ ۲۳ ژوئن ۱۹۹۴) بازیکن فوتبال اهل بلژیک است.
وی همچنین در تیم‌های ملی فوتبال Belgium women's national under-15 football team, Belgium women's national under-17 football team, Belgium women's national under-19 football team، و زنان بلژیک بازی کرده‌است.